# Farcașa, Neamț
Farcașa este satul de reședință al comunei cu același nume din județul Neamț, Moldova, România.
În 2009, o viitură a râului Bistrița, produsă în zona localității nemțene Farcașa, a scos la iveală un atelier neolitic de confecționare a unor tăblițe inscripționate foarte asemănătoare cu celebrele tăblițe de la Tărtăria. Ele s-au adaugat celorlalte artefacte care au fost descoperite de către profesorul Dumitru Ioniță în punctul numit Vadu-Rău.